# The Endless Summer
The Endless Summer (verano sin fin en español) es un documental sobre surf estadounidense de 1966 dirigido, producido, editado y narrado por Bruce Brown. La película sigue a los surfistas Mike Hynson y Robert August en un viaje de surf alrededor del mundo.

## Sinopsis
El director Bruce Brown sigue a dos surfistas, Mike Hynson y Robert August, en un viaje alrededor del mundo. A pesar del agradable clima de su California natal, las frías corrientes hacen que las playas locales sean inhóspitas durante el invierno. Por eso, junto a Rodney Sumpter y Nat Young, deciden viajar a las costas de Nueva Zelanda, Tahití, Hawái, Senegal, Nigeria y Sudáfrica, en busca de nuevos spots de surf y la ola perfecta. Aprovechan para dar a conocer a los locales este nuevo deporte. Muchos surfistas famosos aparecen durante sus aventuras, Miki Dora, Phil Edwards o Butch Van Artsdalen.

## Antecedentes
Brown se dedicó a filmar escenas de surf desde los años 1950 con cámaras de 8 mm y luego de 16 mm y sin formación cinematográfica. Antes de Endless Summer, Brown había realizado seis reportajes, el último de las cuales, Waterlogged, le sirvió para recaudar los 50 000 dólares que necesitaba para rodar Endless Summer.

## Secuelas
En 1994, Brown lanzó una secuela, The Endless Summer II, en la que los surfistas Pat O'Connell y RobertWeaver vuelven sobre los pasos de Hynson y August. En 2000, Dana Brown, el hijo de Bruce, lanzó The Endless Summer Revisited, que consistía en imágenes sin usar de las dos primeras películas, así como entrevistas originales con el elenco.